# 圣普里瓦德瓦隆格
圣普里瓦德瓦隆格（法語：Saint-Privat-de-Vallongue，法語發音：[sɛ̃ pʁiva də valɔ̃ɡ]）是法国洛泽尔省的一个市镇，位于该省东南部，属于弗洛拉克区。

## 地理
圣普里瓦德瓦隆格（44°16'40"N, 3°50'10"E）面积23.87 平方千米，位于法国奧克西塔尼大區洛泽尔省，该省份为法国南部内陆省份，北起上盧瓦爾省和康塔爾省，西接阿韦龙省，南至加尔省，东临阿尔代什省。
与圣普里瓦德瓦隆格接壤的市镇（或旧市镇、城区）包括：勒科莱德代兹、圣米歇尔德代兹、圣伊莱尔德拉维、圣安德烈德朗西兹、旺塔隆昂塞文、蓬德蒙韦尔-叙德蒙洛泽尔。
圣普里瓦德瓦隆格的时区为UTC+01:00、UTC+02:00（夏令时）。

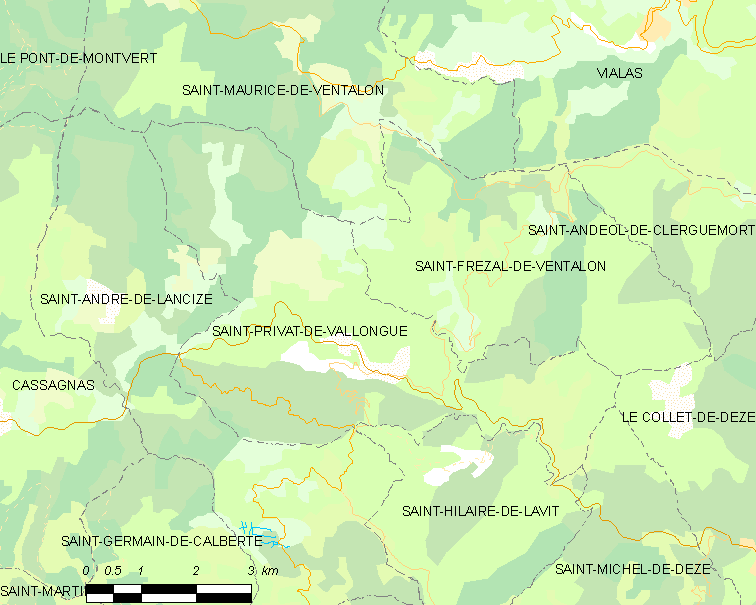
圣普里瓦德瓦隆格的OSM定位图

## 行政
圣普里瓦德瓦隆格的邮政编码为48240，INSEE市镇编码为48178。

## 政治
圣普里瓦德瓦隆格所属的省级选区为勒科莱德代兹县。

## 交通
法国国道N106线和洛泽尔省省道D29线在圣普里瓦德瓦隆格市中心交汇。

## 人口

1962-2008年间圣普里瓦德瓦隆格人口变化图示

圣普里瓦德瓦隆格于2022年1月1日时的人口数量为248人。